# 立川剛士
立川 剛士（たちかわ ごうし、1976年11月25日 - ）は、元ラグビー選手、ラグビー指導者。

## プロフィール
- 佐賀県出身。
- ポジションはフルバック(FB)。
- 血液型はA型。
- 身長 181cm、体重 85kg
- ニックネームはゴウシ。

## 経歴
佐賀工業高校で花園を経験。関東学院大学では3年時に大学選手権初優勝、4年時には主将を務め大学選手権で連覇を果たす。
卒業後、東芝府中に入社。チームタイトル獲得に貢献し、2005年マイクロソフトカップMVP、2005-2006ジャパンラグビートップリーグMVPも獲得。
2009-2010プレーオフトーナメントMVP。
日本代表では1999年カナダ戦で初キャップ獲得後、通算キャップ21を持ち、A代表では主将も務めた。（キャップ数は2015年9月現在）
2016年、現役を引退した。
2018年からは母校である関東学院大学のコーチに就任。2023年には監督に就任するとそのシーズンにチームを関東大学ラグビーリーグ戦2部から1部昇格へ導いた。

## 受賞歴
- 2004-2005シーズン:ベストフィフティーン
- 2005-2006シーズン:リーグ戦MVP、ベストフィフティーン
- 2009-2010シーズン:プレーオフMVP